# Route nationale 88 (Belgique)
Pour les articles homonymes, voir Route nationale 88.
La route nationale 88 est une route nationale de Belgique qui relie Athus (Aubange), près de la frontière luxembourgeoise, à Florenville. Elle traverse le sud de la province de Luxembourg en suivant un axe est/ouest longeant la frontière française entre Athus et Virton, puis bifurque vers le nord / nord-ouest (tout comme la frontière). Il s'agit d'une route à deux voies sur toute sa longueur.

## Caractéristiques
La partie est de la nationale 88 présente un trafic important aux heures de pointe entre Virton et le Grand-Duché de Luxembourg, car empruntée par bon nombre de frontaliers travaillant dans le pays voisin. La construction de tronçons contournant le cœur de certaines agglomérations est envisagée depuis plusieurs années mais, faute de moyens, le projet est pour le moment à l'arrêt. 
Depuis 1971, des riverains de ce tronçon se sont regroupés sous le nom d'Association N88 afin de défendre ce projet de contournement de la nationale visant à limiter les nuisances et les dangers que celle-ci représente.

## Description du tracé

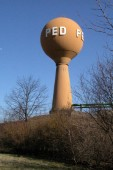
La N88 rejoint la frontière luxembourgeoise entre Athus et Pétange, à hauteur du Pôle Européen de Développement (PED).

### Communes sur le parcours
La nationale 88 traverse successivement les 7 communes luxembourgeoises suivantes :
- Province de Luxembourg
  - Aubange
    - BK 01 - Athus A28/E411
    - BK 03 - Aubange 
    - BK 05 - Aix-sur-Cloie  
    - BK 08 - Halanzy 

  - Musson
    - BK 11 - Musson 
    - BK 12 - Baranzy
    - BK 16 - Signeulx

  - Virton
    - BK 19 - Gomery / Ruette (passage entre ces deux villages, sans les traverser )
    - À partir de ce point, la route traverse l'agglomération de Virton alors que le trafic de transit utilise la 
    - BK 21 - Latour
    - BK 22 - Chenois 
    - BK 24 - Saint-Mard 
    - BK 25 - Virton  

  - Rouvroy
    - BK 27 - Dampicourt 

  - Meix-devant-Virton
    - BK 29 - Houdrigny 
    - BK 30 - Berchiwé
    - BK 33 - Meix-devant-Virton
    - BK 38 - Gérouville 
    - BK 40 - Limes 

  - Florenville
    - BK 45 - Villers-devant-Orval (sans traverser ce village) 

  - Chiny
    - BK 50 - Pin (passage furtif, sans traverser ce village) 

  - Florenville
    - BK 53 - Florenville

### Dédoublements

#### N88a
N88a était le nom donné à un tronçon partant d'Aix-sur-Cloie et traversant le zoning industriel d'Aubange.
Il semble être désormais intégré à la N804 dont il est le prolongement.

#### N88b
N88b est un très court tronçon au centre d'Halanzy, reprenant le tracé ancien autour de l'actuelle place centrale du village.

## Statistiques de fréquentation
| BK   | Début                          | Fin                             | Trafic moyen journalier (6h–22h, en milliers), | Trafic moyen journalier (6h–22h, en milliers), | Trafic moyen journalier (6h–22h, en milliers), | Trafic moyen journalier (6h–22h, en milliers), | Trafic moyen journalier (6h–22h, en milliers), | Trafic moyen journalier (6h–22h, en milliers), | Trafic moyen journalier (6h–22h, en milliers), |
| BK   | Début                          | Fin                             | 1985                                           | 1990                                           | 1995                                           | 2000                                           | 2005                                           | 2010                                           | 2015                                           |
| ---- | ------------------------------ | ------------------------------- | ---------------------------------------------- | ---------------------------------------------- | ---------------------------------------------- | ---------------------------------------------- | ---------------------------------------------- | ---------------------------------------------- | ---------------------------------------------- |
| 7,7  | Aubange (Halanzy)              | Aubange (Halanzy)               | 6,0                                            | 7,5                                            | 8,5                                            | 9,3                                            | 10,5                                           | –                                              | –                                              |
| 10,1 | Aubange (Halanzy)              | Musson                          | 4,5                                            | 5,4                                            | 6,5                                            | 7,1                                            | 7,7                                            | 7,9                                            | –                                              |
| 10,3 | Musson                         | Virton (Ruette)                 | 4,7                                            | 5,9                                            | 7,5                                            | 8,0                                            | 8,7                                            | 8,8                                            | –                                              |
| 33,7 | Meix-devant-Virton (Houdrigny) | Meix-devant-Virton (Gérouville) | 1,5                                            | 1,7                                            | 2,5                                            | 1,7                                            | 1,9                                            | 1,8                                            | –                                              |

## Patrimoine

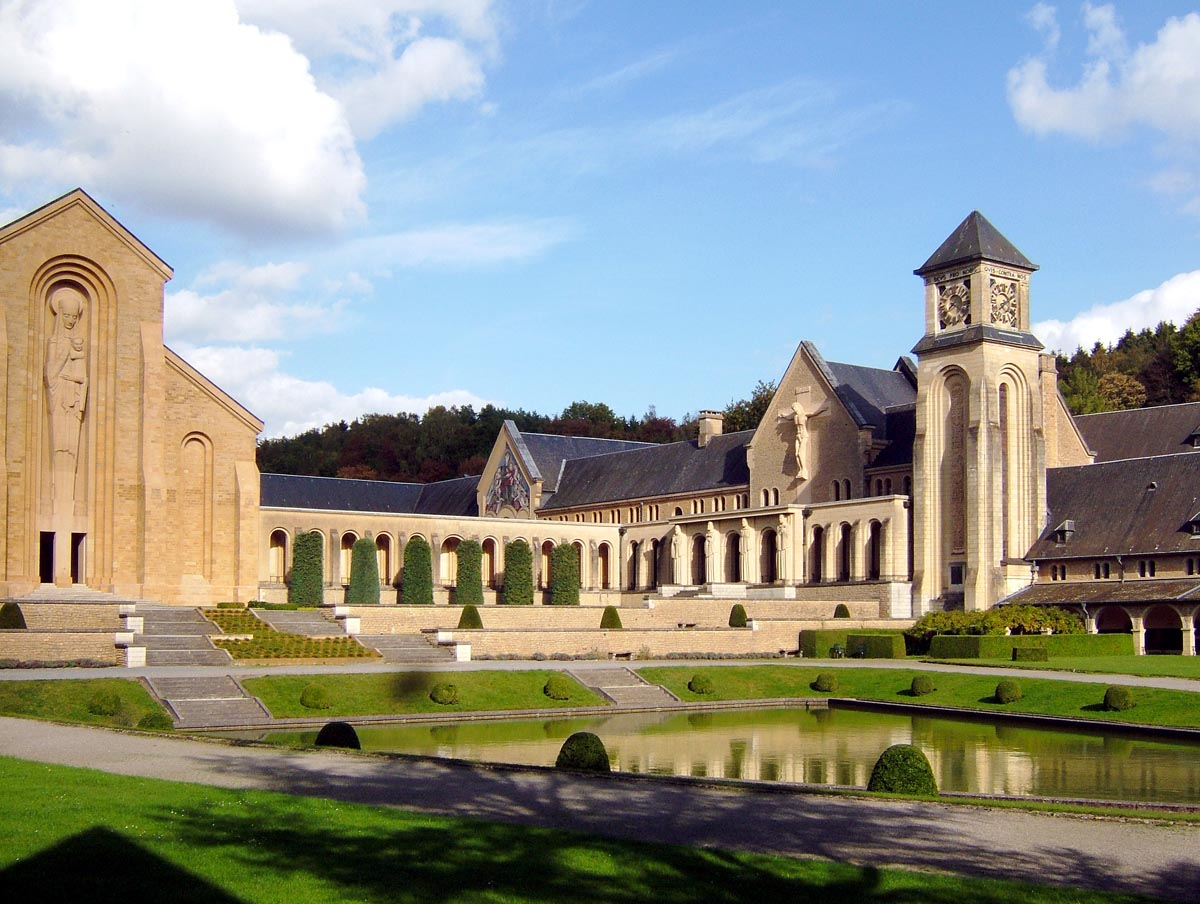
L'Abbaye Notre-Dame d'Orval se trouve le long de la N88.

- L'Abbaye Notre-Dame d'Orval se trouve le long de la N88.